# Asian Le Mans Sprint Cup 2017
Navigation
Édition précédente Édition suivante
La saison 2017 de l'Asian Le Mans Sprint Cup est la seconde saison de ce championnat et se déroule du 5 mai 2017 au 20 août 2017 sur un total de six manches.

## Calendrier
Le calendrier 2017 se compose de 3 week-end de course et de 6 courses car 2 course par week-end. Les 6 courses se déroulent sur le circuit de Sepang en Malaisie.
| N° | Date       | Course   | Circuit | Lieu   | Pays     |
| -- | ---------- | -------- | ------- | ------ | -------- |
| 1  | 6 mai      | Course 1 | Sepang  | Sepang | Malaisie |
| 2  | 7 mai      | Course 2 | Sepang  | Sepang | Malaisie |
| 3  | 22 juillet | Course 3 | Sepang  | Sepang | Malaisie |
| 4  | 23 juillet | Course 4 | Sepang  | Sepang | Malaisie |
| 5  | 19 août    | Course 5 | Sepang  | Sepang | Malaisie |
| 6  | 20 août    | Course 6 | Sepang  | Sepang | Malaisie |

## Engagés
| No.    | Pays | Équipe                    | Voiture                      | Pneu | Pilote 1                                                                                      | Pilote 2                                                                                      | Pilote 3                                                                                      | Manche |      |      |      |      |      |      |      |      |      |      |      |      |      |      |      |      |      |      |      |      |      |      |      |      |      |      |      |      |      |      |      |      |      |      |      |      |      |      |      |      |      |      |      |      |      |      |      |      |      |      |      |      |      |      |      |      |      |      |      |      |      |      |      |      |      |      |      |      |      |      |      |      |      |      |      |      |      |      |      |      |      |      |      |      |      |      |      |      |      |
| No.    | Pays | Équipe                    | Voiture                      | Pneu | Le(s) chiffre(s) entre parenthèses sont la ou les manches auxquelles(s) le pilote a pris part | Le(s) chiffre(s) entre parenthèses sont la ou les manches auxquelles(s) le pilote a pris part | Le(s) chiffre(s) entre parenthèses sont la ou les manches auxquelles(s) le pilote a pris part | Manche |      |      |      |      |      |      |      |      |      |      |      |      |      |      |      |      |      |      |      |      |      |      |      |      |      |      |      |      |      |      |      |      |      |      |      |      |      |      |      |      |      |      |      |      |      |      |      |      |      |      |      |      |      |      |      |      |      |      |      |      |      |      |      |      |      |      |      |      |      |      |      |      |      |      |      |      |      |      |      |      |      |      |      |      |      |      |      |      |      |
| LMP3   | LMP3 | LMP3                      | LMP3                         | LMP3 | LMP3                                                                                          | LMP3                                                                                          | LMP3                                                                                          | LMP3   | LMP3 | LMP3 | LMP3 | LMP3 | LMP3 | LMP3 | LMP3 | LMP3 | LMP3 | LMP3 | LMP3 | LMP3 | LMP3 | LMP3 | LMP3 | LMP3 | LMP3 | LMP3 | LMP3 | LMP3 | LMP3 | LMP3 | LMP3 | LMP3 | LMP3 | LMP3 | LMP3 | LMP3 | LMP3 | LMP3 | LMP3 | LMP3 | LMP3 | LMP3 | LMP3 | LMP3 | LMP3 | LMP3 | LMP3 | LMP3 | LMP3 | LMP3 | LMP3 | LMP3 | LMP3 | LMP3 | LMP3 | LMP3 | LMP3 | LMP3 | LMP3 | LMP3 | LMP3 | LMP3 | LMP3 | LMP3 | LMP3 | LMP3 | LMP3 | LMP3 | LMP3 | LMP3 | LMP3 | LMP3 | LMP3 | LMP3 | LMP3 | LMP3 | LMP3 | LMP3 | LMP3 | LMP3 | LMP3 | LMP3 | LMP3 | LMP3 | LMP3 | LMP3 | LMP3 | LMP3 | LMP3 | LMP3 | LMP3 | LMP3 | LMP3 | LMP3 | LMP3 | LMP3 | LMP3 |
| ------ | ---- | ------------------------- | ---------------------------- | ---- | --------------------------------------------------------------------------------------------- | --------------------------------------------------------------------------------------------- | --------------------------------------------------------------------------------------------- | ------ | ---- | ---- | ---- | ---- | ---- | ---- | ---- | ---- | ---- | ---- | ---- | ---- | ---- | ---- | ---- | ---- | ---- | ---- | ---- | ---- | ---- | ---- | ---- | ---- | ---- | ---- | ---- | ---- | ---- | ---- | ---- | ---- | ---- | ---- | ---- | ---- | ---- | ---- | ---- | ---- | ---- | ---- | ---- | ---- | ---- | ---- | ---- | ---- | ---- | ---- | ---- | ---- | ---- | ---- | ---- | ---- | ---- | ---- | ---- | ---- | ---- | ---- | ---- | ---- | ---- | ---- | ---- | ---- | ---- | ---- | ---- | ---- | ---- | ---- | ---- | ---- | ---- | ---- | ---- | ---- | ---- | ---- | ---- | ---- | ---- | ---- | ---- | ---- | ---- |
| 1      |      | Win Motorsport            | Ligier JSP3                  | M    | William Lok (1-4)                                                                             | Davide Rizzo (1-4)                                                                            |                                                                                               | 1-4    |      |      |      |      |      |      |      |      |      |      |      |      |      |      |      |      |      |      |      |      |      |      |      |      |      |      |      |      |      |      |      |      |      |      |      |      |      |      |      |      |      |      |      |      |      |      |      |      |      |      |      |      |      |      |      |      |      |      |      |      |      |      |      |      |      |      |      |      |      |      |      |      |      |      |      |      |      |      |      |      |      |      |      |      |      |      |      |      |      |
| 27     |      | Infinity Race Engineering | ADESS-03                     | M    | James Winslow (1-2) Douglas Khoo (3-4)                                                        | Neale Munston (1-2) Dominic Ang (3-4)                                                         |                                                                                               | 1-4    |      |      |      |      |      |      |      |      |      |      |      |      |      |      |      |      |      |      |      |      |      |      |      |      |      |      |      |      |      |      |      |      |      |      |      |      |      |      |      |      |      |      |      |      |      |      |      |      |      |      |      |      |      |      |      |      |      |      |      |      |      |      |      |      |      |      |      |      |      |      |      |      |      |      |      |      |      |      |      |      |      |      |      |      |      |      |      |      |      |
| 91     |      | Team AAI                  | ADESS-03                     | M    | Jeffrey Lee (3-4)                                                                             | Jun San Chen (3-4)                                                                            |                                                                                               | 3-4    |      |      |      |      |      |      |      |      |      |      |      |      |      |      |      |      |      |      |      |      |      |      |      |      |      |      |      |      |      |      |      |      |      |      |      |      |      |      |      |      |      |      |      |      |      |      |      |      |      |      |      |      |      |      |      |      |      |      |      |      |      |      |      |      |      |      |      |      |      |      |      |      |      |      |      |      |      |      |      |      |      |      |      |      |      |      |      |      |      |
| 99     |      | TKS                       | Ginetta LMP3                 | M    | Shinyo Sano (1-4)                                                                             |                                                                                               |                                                                                               | 1-4    |      |      |      |      |      |      |      |      |      |      |      |      |      |      |      |      |      |      |      |      |      |      |      |      |      |      |      |      |      |      |      |      |      |      |      |      |      |      |      |      |      |      |      |      |      |      |      |      |      |      |      |      |      |      |      |      |      |      |      |      |      |      |      |      |      |      |      |      |      |      |      |      |      |      |      |      |      |      |      |      |      |      |      |      |      |      |      |      |      |
| CN     |      |                           |                              |      |                                                                                               |                                                                                               |                                                                                               |        |      |      |      |      |      |      |      |      |      |      |      |      |      |      |      |      |      |      |      |      |      |      |      |      |      |      |      |      |      |      |      |      |      |      |      |      |      |      |      |      |      |      |      |      |      |      |      |      |      |      |      |      |      |      |      |      |      |      |      |      |      |      |      |      |      |      |      |      |      |      |      |      |      |      |      |      |      |      |      |      |      |      |      |      |      |      |      |      |      |
| 3      |      | Eurasia Motorsport        | Ligier JS 53-EVO             | M    | Douglas Khoo (1-2) Kurt Hill (3)                                                              | Dominic Ang (1-2)                                                                             |                                                                                               | 1-3    |      |      |      |      |      |      |      |      |      |      |      |      |      |      |      |      |      |      |      |      |      |      |      |      |      |      |      |      |      |      |      |      |      |      |      |      |      |      |      |      |      |      |      |      |      |      |      |      |      |      |      |      |      |      |      |      |      |      |      |      |      |      |      |      |      |      |      |      |      |      |      |      |      |      |      |      |      |      |      |      |      |      |      |      |      |      |      |      |      |
| GT     |      |                           |                              |      |                                                                                               |                                                                                               |                                                                                               |        |      |      |      |      |      |      |      |      |      |      |      |      |      |      |      |      |      |      |      |      |      |      |      |      |      |      |      |      |      |      |      |      |      |      |      |      |      |      |      |      |      |      |      |      |      |      |      |      |      |      |      |      |      |      |      |      |      |      |      |      |      |      |      |      |      |      |      |      |      |      |      |      |      |      |      |      |      |      |      |      |      |      |      |      |      |      |      |      |      |
| 59     |      | Singha Plan B Motorsport  | Audi R8 LMS GT3              | M    | Bhurit Bhirombhakdi (1-2)                                                                     | Kantasak Kusiri (1-2)                                                                         |                                                                                               | 1-2    |      |      |      |      |      |      |      |      |      |      |      |      |      |      |      |      |      |      |      |      |      |      |      |      |      |      |      |      |      |      |      |      |      |      |      |      |      |      |      |      |      |      |      |      |      |      |      |      |      |      |      |      |      |      |      |      |      |      |      |      |      |      |      |      |      |      |      |      |      |      |      |      |      |      |      |      |      |      |      |      |      |      |      |      |      |      |      |      |      |
| 92     |      | Team AAI                  | BMW Z4 GT3                   | M    | Chi Huang (1-4)                                                                               | Ollie Millroy (1-4)                                                                           |                                                                                               | 1-4    |      |      |      |      |      |      |      |      |      |      |      |      |      |      |      |      |      |      |      |      |      |      |      |      |      |      |      |      |      |      |      |      |      |      |      |      |      |      |      |      |      |      |      |      |      |      |      |      |      |      |      |      |      |      |      |      |      |      |      |      |      |      |      |      |      |      |      |      |      |      |      |      |      |      |      |      |      |      |      |      |      |      |      |      |      |      |      |      |      |
| 93     |      | Team AAI                  | McLaren 650S GT3             | M    | Terry Fang (1-2)                                                                              | Jun San Chen (1-2)                                                                            |                                                                                               | 1-2    |      |      |      |      |      |      |      |      |      |      |      |      |      |      |      |      |      |      |      |      |      |      |      |      |      |      |      |      |      |      |      |      |      |      |      |      |      |      |      |      |      |      |      |      |      |      |      |      |      |      |      |      |      |      |      |      |      |      |      |      |      |      |      |      |      |      |      |      |      |      |      |      |      |      |      |      |      |      |      |      |      |      |      |      |      |      |      |      |      |
| 98     |      | Arrows Racing             | Lamborghini Gallardo GT3 FL2 | M    | Maxx Ebenal (1,2) Marco Jacoboni (3-4)                                                        | Michael Choi (1-4)                                                                            |                                                                                               | 1-4    |      |      |      |      |      |      |      |      |      |      |      |      |      |      |      |      |      |      |      |      |      |      |      |      |      |      |      |      |      |      |      |      |      |      |      |      |      |      |      |      |      |      |      |      |      |      |      |      |      |      |      |      |      |      |      |      |      |      |      |      |      |      |      |      |      |      |      |      |      |      |      |      |      |      |      |      |      |      |      |      |      |      |      |      |      |      |      |      |      |
| GT Cup |      |                           |                              |      |                                                                                               |                                                                                               |                                                                                               |        |      |      |      |      |      |      |      |      |      |      |      |      |      |      |      |      |      |      |      |      |      |      |      |      |      |      |      |      |      |      |      |      |      |      |      |      |      |      |      |      |      |      |      |      |      |      |      |      |      |      |      |      |      |      |      |      |      |      |      |      |      |      |      |      |      |      |      |      |      |      |      |      |      |      |      |      |      |      |      |      |      |      |      |      |      |      |      |      |      |
| 15     |      | PAS Macau Racing          | Porsche 997 GT3CUP           | M    | Wong Kian Kuan (1-4)                                                                          | Eurico De Jesus (1-4)                                                                         |                                                                                               | 1-4    |      |      |      |      |      |      |      |      |      |      |      |      |      |      |      |      |      |      |      |      |      |      |      |      |      |      |      |      |      |      |      |      |      |      |      |      |      |      |      |      |      |      |      |      |      |      |      |      |      |      |      |      |      |      |      |      |      |      |      |      |      |      |      |      |      |      |      |      |      |      |      |      |      |      |      |      |      |      |      |      |      |      |      |      |      |      |      |      |      |
| 77     |      | Team NZ                   | Porsche 997 GT3CUP           | M    | Graeme Dowsett (1-4)                                                                          | John Curran (1-2) Nick Foster (3-4)                                                           |                                                                                               | 1-4    |      |      |      |      |      |      |      |      |      |      |      |      |      |      |      |      |      |      |      |      |      |      |      |      |      |      |      |      |      |      |      |      |      |      |      |      |      |      |      |      |      |      |      |      |      |      |      |      |      |      |      |      |      |      |      |      |      |      |      |      |      |      |      |      |      |      |      |      |      |      |      |      |      |      |      |      |      |      |      |      |      |      |      |      |      |      |      |      |      |

## Résultats
Les vainqueurs du classement général de chaque manche sont inscrits en caractères gras.
| N° | Course   | Équipe victorieuse LMP3  | Équipe victorieuse CN                       | Équipe victorieuse GT               | Équipe victorieuse GT Cup      | Résultats |
| N° | Course   | Pilotes victorieux LMP3  | Pilotes victorieux CN                       | Pilotes victorieux GT               | Pilotes victorieux GT Cup      | Résultats |
| -- | -------- | ------------------------ | ------------------------------------------- | ----------------------------------- | ------------------------------ | --------- |
| 1  | Course 1 | Win Motorsport           | Aucune voiture engagée n'a finie la course  | Singha Plan B Motorsport            | Team NZ                        | résultats |
| 1  | Course 1 | William Lok Davide Rizzo | Aucune voiture engagée n'a finie la course  | Bhurit Bhirombhakdi Kantasak Kusiri | Graeme Dowsett John Curran     | résultats |
| 2  | Course 2 | Win Motorsport           | Aucune voiture engagée n'a finie la course  | Arrows Racing                       | Team NZ                        | résultats |
| 2  | Course 2 | William Lok Davide Rizzo | Aucune voiture engagée n'a finie la course  | Maxx Ebenal Michael Choi            | Graeme Dowsett John Curran     | résultats |
| 3  | Course 3 | TKS                      | Aucune voiture engagée n'a finie la course  | Arrows Racing                       | Team NZ                        | résultats |
| 3  | Course 3 | Shinyo Sano              | Aucune voiture engagée n'a finie la course  | Michael Choi Marco Jacoboni         | Graeme Dowsett Nick Foster     | résultats |
| 4  | Course 4 | Win Motorsport           | Aucune voiture engagée dans cette catégorie | Team AAI n°92                       | PAS Macau Racing               | résultats |
| 4  | Course 4 | William Lok Davide Rizzo | Aucune voiture engagée dans cette catégorie | Chi Huang Ollie Millroy             | Wong Kian Kuan Eurico De Jesus | résultats |

## Classement

### Attribution des points
| Système des points | Système des points | Système des points | Système des points | Système des points | Système des points | Système des points | Système des points | Système des points | Système des points | Système des points | Système des points | Système des points |
| Position           | 1er                | 2e                 | 3e                 | 4e                 | 5e                 | 6e                 | 7e                 | 8e                 | 9e                 | 10e                | Au-delà            | Pole position      |
| ------------------ | ------------------ | ------------------ | ------------------ | ------------------ | ------------------ | ------------------ | ------------------ | ------------------ | ------------------ | ------------------ | ------------------ | ------------------ |
| Points             | 25                 | 18                 | 15                 | 12                 | 10                 | 8                  | 6                  | 4                  | 2                  | 1                  | 0.5                | 1                  |

### Légende des tableaux de classements
La voiture en pole position de chaque catégorie à son résultat en gras.
| DNF          | La voiture n'a pas terminée la course.                                                |
| DNS          | La voiture n'a pas pu prendre le départ.                                              |
| DNC          | La voiture n'a pas été classée car elle a parcouru moins de 70 % des tours du leader. |
| DSQ          | La voiture a été disqualifiée par l'organisation.                                     |
| Casse vierge | La voiture ou le pilote n'était pas inscrit à la course.                              |